# Miguel Britos
Miguel Ángel Britos Cabrera (Maldonado, Uruguay, 1985. július 17. –) uruguayi labdarúgó, aki jelenleg a Watfordban játszik, hátvédként.

## Pályafutása

### Kezdeti évek
Britos 2005-ben kezdte profi pályafutását, a Fénix csapatánál. Klubja a 2005-06-os szezonban kiesett az uruguayi élvonalból. 2006. január 1-jén leigazolta a Juventud, mellyel feljutott az első osztályba. 2007. július 1-jén a Montevideo Wanderers játékosa lett.

### Bologna
2008. július 22-én leigazolta az olasz Bologna, mely 2 millió eurót fizetett érte, és öt évre szóló szerződést kötött vele. Szeptember 21-én, a Fiorentina ellen mutatkozott be a Serie A-ban. 2009. február 21-én megszerezte első gólját, az Internazionale ellen.

### Napoli
Jó teljesítményét követően 2011. július 12-én 9 millió euróért leigazolta az SSC Napoli, ahol négy évre írt alá. Első gólját február 13-án, a Chievo ellen szerezte. Május 20-án pályára lépett a 2012-es Coppa Italia döntőn, ahol csapatával 2-0-ra legyőzte a Juventust. 2015. május 23-án, a Juventus ellen lefejelte Álvaro Moratát, amiért piros lapot kapott.

### Watford
Britos 2015. július 22-én hároméves szerződést kötött a Premier League-be frissen feljutott Watforddal. Augusztus 25-én, egy Preston North End elleni Ligakupa-meccsen debütált, ahol kiállították. A bajnokságban október 24-én, a Stoke City ellen mutatkozott be.

## Külső hivatkozások
- Miguel Britos pályafutásának statisztikái a Soccerbase oldalon (angolul)